# باول هنتر (لاعب كرة قدم)
باول هنتر (18 يناير 1956 بتورونتو في كندا - ) هو لاعب كرة قدم كندي في مركز الدفاع. لعب مع نيويورك كوسموس وديترويت إكسبرس ‏ وتلسا رافنكس.